# Clethra uleana
Clethra uleana är en tvåhjärtbladig växtart som beskrevs av Herman Otto Sleumer. Clethra uleana ingår i släktet Clethra och familjen Clethraceae. Inga underarter finns listade i Catalogue of Life.